# Pirgasanly
Pirgasanly (ryska: Пиргасанли) är en ort i Azerbajdzjan.   Den ligger i distriktet Ağsu Rayonu, i den centrala delen av landet, 130 km väster om huvudstaden Baku. Pirgasanly ligger 207 meter över havet och antalet invånare är 1 496.
Terrängen runt Pirgasanly är kuperad åt nordost, men åt sydväst är den platt. Terrängen runt Pirgasanly sluttar söderut. Närmaste större samhälle är Aghsu, 3,6 km öster om Pirgasanly.
Trakten runt Pirgasanly består till största delen av jordbruksmark. Runt Pirgasanly är det ganska tätbefolkat, med 60 invånare per kvadratkilometer.